# Asociación Sostenibilidad y Arquitectura
La Asociación Sostenibilidad y Arquitectura, ASA, es una organización española sin ánimo de lucro, cuyos fines fomentan la integración de la sostenibilidad y arquitectura.

## Historia
Se creó en 2007 a iniciativa de  Carlos Hernández Pezzi, entonces presidente del Consejo Superior de los Colegios de Arquitectos de España (CSCAE), como reacción a la influencia que el cambio climático y los impactos ambientales estaban produciendo en la naturaleza, y su reflejo en las ciudades y el territorio. Está  formada por arquitectos y urbanistas, tiene su base en Madrid y es de ámbito estatal, aunque está abierta a otras disciplinas y actividades fuera de España.
Se formó por nueve Colegios de Arquitectos, los de Murcia, Valencia, Extremadura, Galicia, Cataluña, Vasco-Navarro, Asturias, Cantabria y Madrid, y diez profesionales, de procedencia, generaciones y orientaciones diversas, que conformaron su primera Junta: Teresa Batllé, Santiago Cirugeda, Izaskun Chinchilla, María Jesús González, Isabel León, Andrés Perea, Isabel Pineda, Fernando Prats, César Ruiz-Larrea  y José María Torres Nadal. Consta de un Comité Científico consultivo que contó con expertos de otras disciplinas (José Fariña, Juan Rubio del Val, Margarita de Luxán, Josefina Gómez Mendoza, etc.).

## Objetivo y actividades
Su objetivo es integrar todos los trabajos que se llevan a cabo sobre sostenibilidad, medio ambiente, biodiversidad y cambio climático en arquitectura y urbanismo, para potenciar su aplicación y difusión. Promueve actividades de ampliación del conocimiento e investigación, colabora con otras instituciones, y acude a foros de interés como el Observatorio 2030, o la Nueva Bauhaus Europea.
En 2009 redactó unos principios que, basados en la arquitectura bioclimática, establecían una  guía en arquitectura sostenible. En 2010 convocó en Asturias a más de cuarenta  voluntarios, profesionales diversos, que reflexionando sobre ecología y ciudad del futuro redactaron el manifiesto por "Una ciudad habitable y sostenible, plural y solidaria, libre, diversa, creativa y participativa" titulado La carta del Transcantábrico.
ASA trabajó en convenios con los Ministerio de la Vivienda y de Fomento (2012), sobre la sostenibilidad del Código Técnico de Edificación  y, con anterioridad a la aparición del Covid-19, sobre ventilación natural.
Ha convocado concursos sobre rehabilitación de patrimonio y barrios existentes de carácter internacional (Sustainabe Building SB10Mad),o de alcance local. Otro tipo de concursos han sido actuaciones realizadas en espacios públicos para mostrar de forma práctica, con prototipos, cómo aplicar los criterios en lugares concretos. Este tipo de concursos, llamados ASAcciones, tuvo lugar en diversos emplazamientos, como en Las Palmas de Gran Canaria y en Santa Cruz de Tenerife (Jardinería Sostenible): en los centros históricos de  Alcalá de Henares y Santiago de Compostela, donde se instaló un prototipo de interacción directa con los ciudadnos (Árbol urbano); para el  Distrito 22@ de Barcelona, hizo una propuesta de movilidad (Kamishibai del siglo XXI);y en el barrio sevillano de la Bachillera, completó un alojamiento, bajo un proyecto que tuvo el nombre de El abrigo de tu hogar.
Desde 2015 los concursos tratan la rehabilitación de espacios en desuso, vacíos urbanos y zonas urbanas degradadas, e ideas para la revitalización de la España vaciada, basándose en los Objetivos de Desarrollo Sostenible (ODS11) y la economía circular. Así se premiaron ideas para reutilizar oficinas en Madrid (2015), el hidráulico Molino de Testar en Paterna (2016), el antiguo Mercado de Santa Fe en Huelva (2017),y otros espacios públicos de especial interés para su reactivación.   

## Publicaciones (selección)
- 2010 - Carta del Transcantábrico, Un nuevo futuro de las ciudades.[19]
- 2014 - Collage Conceptual: Colección heterogénea de textos sobre Arquitectura y sostenibilidad.[20]
- 2017 - De la escala urbana a la escala humana, El caso del barrio de la Bachillera, Sevilla, 2009/2013.[21]
- 2017 - Rehabitando. 2015-2016.Concurso de ideas para estudiantes y jóvenes ingenieros- arquitectos.[22]
- 2023 - Calidad del aire, ventilación y energía. La ventilación natural como reto fundamental de la arquitectura.[23]